# Markgraafschap Opper-Lausitz
Het markgraafschap Opper-Lausitz was een markgraafschap binnen het Heilige Roomse Rijk. Het markgraafschap was niet bij een kreits ingedeeld.

markgraafschap Opper-Lausitz

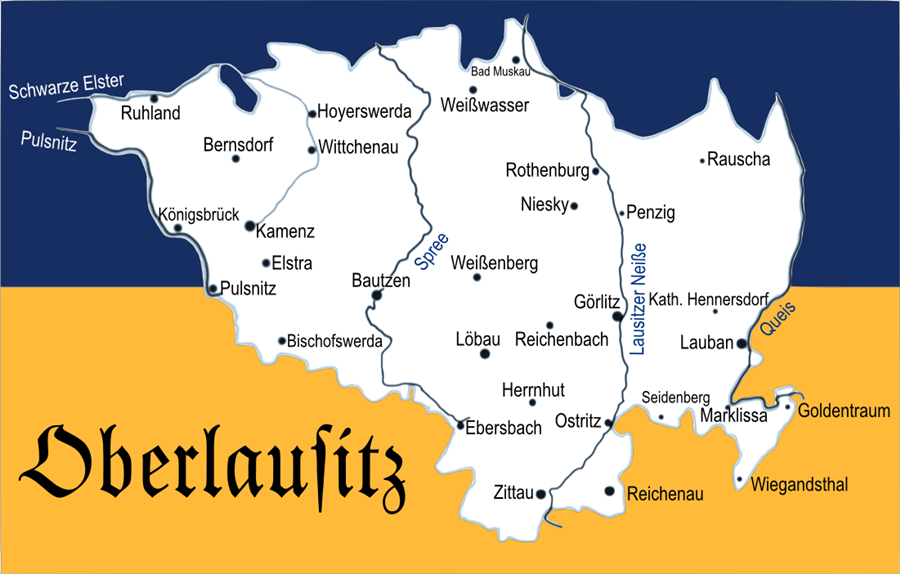
Kaart Opper-Lausitz, 1815

De oorspronkelijke naam van het gebied is Budissin of Bautzen. Binnen dit gebied woonden de Slavische Milcanen. Na een lange strijd wist keizer Koenraad II het gebied te veroveren, waarna het bij de Saksische Oostmark (de huidige deelstaat Saksen) werd gevoegd. In 1081 werd de hertog van Bohemen door het Rijk met Bautzen beleend. Later werd het verenigd met de landen Görlitz en Zittau en sinds de vijftiende eeuw werd het gebied Opper-Lausitz genoemd.
In 1253 werd het grootste deel van het land Bautzen aan het markgraafschap Brandenburg verpand. Na het uitsterven van het in Brandenburg regerende huis van de Ascaniërs in 1319 kwam het land aan hertog Hendrik van Silezië-Jauer en in 1320 aan Bohemen. In 1329 kwam ook het land Görlitz aan Bohemen, maar dit gebied was van 1377 tot 1394 weer zelfstandig onder een Boheemse sekondogenituur.
Opper-Lausitz behoorde tot de Boheemse kroonlanden. Met het koninkrijk Bohemen werd het markgraafschap in 1526 verenigd met het aartshertogdom Oostenrijk. Tijdens de Dertigjarige Oorlog beleende de keizer in zijn hoedanigheid van koning van Bohemen de keurvorsten van Saksen met het markgraafschap (1620, 1623, 1635 en 1648).
Op het Congres van Wenen in 1815 werd de koning van Saksen gedwongen het oostelijk deel van Opper-Lausitz af te staan aan het koninkrijk Pruisen, waar het opgenomen werd in de provincie Silezië. Het deel dat bij Saksen bleef, behield zijn afzonderlijke status tot 1835.
De gebieden ten oosten van de Neisse werden in 1945 in bezit genomen door Polen.

## Gebied
Kreis Bautzen met:
- de steden Bautzen, Kamenz en Löbau
- de heerlijkheden Hoyerswerda en Königsbrück
- het sticht Sankt Peter en het klooster Marienstern
- riddermatige dorpen

Kreis Görlitz met:
- de steden Görlitz, Zittau en Lauban
- de heerlijkheden Muskau en Seidenberg
- twee kloosters
- riddermatige dorpen